# Gunning Bedford
Gunning Bedford, född 7 april 1742 i New Castle County i Delaware, död 28 september 1797 i New Castle i Delaware, var en amerikansk federalistisk politiker. Han var guvernör i delstaten Delaware från 19 januari 1796 fram till sin död.
Bedford gifte sig 1769 med George Reads syster Mary Read. Paret fick inga barn. Bedford deltog i amerikanska revolutionskriget. Han studerade juridik och inledde 1779 sin karriär som advokat.
Bedford besegrade Archibald Alexander i guvernörsvalet 1795. Han efterträdde 1796 Joshua Clayton som guvernör och avled följande år i ämbetet.
Bedfords grav finns på Immanuel Episcopal Churchyard i New Castle, Delaware. Hans kusin Gunning Bedford, Jr. var en av USA:s grundlagsfäder.